# 生野站 (北海道)

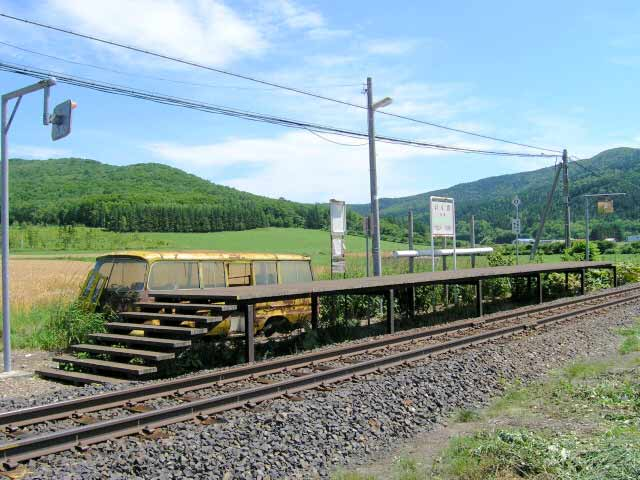
以黃色的廢棄巴士車體作為候車室

生野站（日语：／ Ikuno eki */?）位於北海道紋別郡遠輕町生田原豐原，曾是北海道旅客鐵道（JR北海道）石北本線上的站，車站編碼為A52，於2021年3月13日廢站。

## 車站構造
岸式月台1面1線的地面站。沒有候車室，僅有最基本的月台。生野站聞名處在於曾使用過黃色的廢棄巴士車體作為候車室使用，但在2007年時已被搬離。無人車站，目前由遠輕站管理。普通列车的大部分车次也不停靠本站。

## 車站周邊
位於縱谷間的平原地帶，周圍多為農地，車站附近幾無建築物存在，是公認的祕境車站。
- 國道242號
- 北海道北見巴士「豐原54號」停留站

-- 巴士候车室内设有生野站的车站笔记本

## 歷史
- 1946年12月1日：設立生野臨時站。
- 1987年4月1日：國鐵分割民營化後成為北海道旅客鐵道（JR北海道）轄下的車站。同時升級為一般站。
- 2021年3月13日：因使用人數不足，廢站[1][2][3]。

## 相鄰車站
北海道旅客鐵道（JR北海道）
■石北本線
特別快速「北見」
通過
普通（除一部分列车外不停靠本站）
安國（A51）－生野（A52）－生田原（A53）

## 相關項目
- 石北本線
- 日本鐵路車站列表
- 生野站：同名車站，位於日本兵庫縣。

## 外部連結
- （日語）JR北海道 – 生野車站 （页面存档备份，存于）
- （日語）全驛參觀之旅 （页面存档备份，存于）